# Bruno Bettelheim
Bruno Bettelheim, född 28 augusti 1903 i Wien, Österrike, död 13 mars 1990 i Silver Spring, Maryland, var en amerikansk barnpsykolog och författare. Han uppmärksammades internationellt för sitt arbete om bland annat Sigmund Freud och psykoanalys.

## Verk
Bettelheim menade bland annat att så kallade kylskåpsmödrar skapade förhållanden vilka var värre än i koncentrationsläger, och menade att "skillnaden mellan fångars svåra belägenhet i ett koncentrationsläger och de förhållanden som leter till autism och schizofreni hos barn är naturligtvis att barnet aldrig har haft en chans att utveckla mycket till personlighet".
Bettelheim har även studerat sagans struktur och ser den som ett psykodrama om människans elementära behov.[källa behövs]